# Пожаревац
Пожаревац је градско насеље и седиште истоимене територијалне јединице у Србији. Административни је центар Браничевског управног округа. Према попису из 2022. било је 42.530 становника. Налази се у јужној и источној Србији између три реке — Дунава, Велике Мораве и Млаве.

## Географија
Пожаревац је значајан административни, економски и културни центар Србије, налази се на осамдесетак километара југоисточно од Београда. Смештен је између три реке: Дунава, Велике Мораве и Млаве и испод брда Чачалица. Територија данашње општине захвата површину од 491 km², од чега чак 39.240 хектара (односно око 80% укупне територије) чини обрадиво земљиште. Та земља представља и једно од највреднијих богатстава овог краја, плодну стишку равницу и поморавско, подунавско и млавско приобаље. Састоји се од 2 градска (град Пожаревац и велики енергетски центар Костолац) и 24 сеоска насеља, у којима живи око 90.000 становника.
Пожаревац је, како привредни и културни, тако и административни центар и седиште Браничевског округа, од великог значаја за цео регион. Браничевски округ поред Пожаревца обухвата и општине Велико Градиште, Голубац, Жабари, Жагубица, Кучево, Мало Црниће и Петровац.
Добра саобраћајна повезаност и велика природна богатства округа учинили су да Пожаревац постане веома развијен индустријски центар бивше Југославије, али рат и тешка економска ситуација су у последњој деценији 20. века узроковали пропаст значајног дела индустријских постројења. Зато је привреда насеља у лошијем положају а запосленост становништва мања него током поратног развоја. Најпознатије предузеће је прехрамбена фабрика „Концерн здраве хране Бамби“, једина преостала велика фирма. Данас се јавља све више малих предузећа која представљају окосницу развоја региона.
Овде се налази железничка станица Пожаревац.

## Историја
Пожаревац се први пут помиње 1467. године у турском дефтеру као село у нахији Лучица које је имало 49 домаћинстава. Био је део мулка (добра у пуној приватној својини) санџак-бега Смедеревског санџака бали-бега Јахјапашића. Место је брзо напредовало и 1476. године у њему су пописане 123 куће, од тога 20 удовичких. Крајем XV или почетком XVI века Пожаревац је запустео и поново је насељен тек 1521-23.
Место је постало познато после Пожаревачког мира закљученог 1718. године између Аустрије и Турске. Прва школа и једна од најстаријих у Србији основана је у оквиру локалне православне цркве још 1733. године (данас носи име Доситеја Обрадовића).
Процват доживљава доласком књаза Милоша Обреновића на власт. Његовом заслугом у Пожаревцу је 1819. године подигнута Саборна црква, двор-конак (1825. године), нова чаршија (1827. године) и на крају, за време његове друге владавине, Љубичево (1860. године чије уређење је наставио и кнез Михаило Обреновић).
Године 1842. Пожаревљани су добили позориште, где је одржана и премијера „Ромеа и Јулије”, и уопште неког дела Вилијема Шекспира, на Балкану. А нека од најзначајнијих имена српске науке и уметности потичу или су значајан део свог живота и каријере провели управо у Пожаревцу ("можемо рећи да у вароши Пожаревцу већина Пожаревљана нису варошани, а већина варошана нису Пожаревљани“ како је то написао М. Миладиновић).
У време Краљевине СХС/Југославије град се развијао споро до друге половине '30-тих, када је подигнута зграда гимназије и планирана градња других објеката.
На територији општине и округа налазе се изузетно богати и бројни археолошки локалитети, од којих су најзначајнији Лепенски Вир (Голубац), Маргум (Дубравица), Виминацијум (Костолац) и локалитет Рукумија. У атару Кличевца пронађена је и светски чувена Велика мајка (или Кличевачки идол) из бронзаног периода.
Традиционалне манифестације су Љубичевске коњичке игре и Дани глуме Миливоја Живановића.
Дан града Пожаревца и слава Пожаревца је Света Тројица. Град обележава и 15. октобар дан ослобађања у Првом и Другом светском рату.
У Пожаревцу се налази више образовних институција. Међу знаменитости убраја се Табачка чаршија и Галерија Милене Павловић-Барили.

## Административна подела
Пожаревац је административно и политички организован као град са две градске општине, Пожаревац и Костолац. Пожаревац се састоји из следећих месних заједница:
- Браћа Вујовић (названа по Радомиру, Војиславу и Гргуру)
- Булевар
- Бурјан
- Горња Мала
- Забела
- Чеда Васовић
- Љубичево
- Парк
- Радна Мала
- Сопот
- Ћеба
- Чачалица
- Васа Пелагић

## Демографија
У насељу Пожаревац живи 33.382 пунолетна становника, а просечна старост становништва износи 39.1 година (37.8 код мушкараца и 40.3 код жена). У насељу има 14622 домаћинства, а просечан број чланова по домаћинству је 2.85.
Према попису из 1834. године Пожаревац је трећи град по броју становника (2.941) у Кнежевини (Шабац 3.398 и Београд 7.033). У периоду од 1859. до 1874. године, Пожаревац (5.309 становника у 1859., 6.062 у 1863ј) е био други град по броју становника у Кнежевини Србији (највеће насељено место је имало 18.860 и 14.860 становника) Од 1874. до 1878. године заузима треће место (Шабац 8.028 и Београд 27.605). Након уласка Ниша и Лесковца у састав Србије 1878. године Пожаревац (9.344) постаје пети по величини град, да би према попису из 1884. заузимао четврто место после Лесковца (10.870), Ниша (16.178) и Београда (35.483). Већ 1890. године Пожаревац (11.217) почиње успорени демографски развој, тако да је пада на шесто место, заостајући и за Крагујевцом (12.915) . И поред пада удела у укупном градском становништву, Пожаревац и према попису из 1931. године је трећи град по броју становника у границама бивше Кнежевине Србије.
Ово насеље је великим делом насељено Србима (према попису из 2002. године).
|             | \| Демографија[5] \| Демографија[5] \| Демографија[5] \| \| Година \| Становника \| Становника \| \| -------------- \| -------------- \| -------------- \| \| 1874. \| 7.829 \| \| \| 1890. \| 11.271 \| \| \| 1895. \| 11.812 \| \| \| 1900. \| 12.684 \| \| \| 1910. \| 11.700 \| \| \| 1921. \| 10.604 \| \| \| 1931. \| 14.062 \| \| \| 1948. \| 15.474 \| \| \| 1953. \| 18.529 \| \| \| 1961. \| 24.269 \| \| \| 1971. \| 32.828 \| \| \| 1981. \| 39.735 \| \| \| 1991. \| 43.885 \| 41.478 \| \| 2002. \| 41.736 \| 44.775 \| \| 2011. \| 44.183 \| \| \| 2022. \| 42.530 \| \| |            |
| Демографија | |            |
| Година      | Становника | Становника |
| 1874.       | 7.829 |            |
| 1890.       | 11.271 |            |
| 1895.       | 11.812 |            |
| 1900.       | 12.684 |            |
| 1910.       | 11.700 |            |
| 1921.       | 10.604 |            |
| 1931.       | 14.062 |            |
| 1948.       | 15.474 |            |
| 1953.       | 18.529 |            |
| 1961.       | 24.269 |            |
| 1971.       | 32.828 |            |
| 1981.       | 39.735 |            |
| 1991.       | 43.885 | 41.478     |
| 2002.       | 41.736 | 44.775     |
| 2011.       | 44.183 |            |
| 2022.       | 42.530 |            |

| Етнички састав према попису из 2002.‍ | Етнички састав према попису из 2002.‍ | Етнички састав према попису из 2002.‍ | Етнички састав према попису из 2002.‍ | Етнички састав према попису из 2002.‍ |
| ------------------------------------ | ------------------------------------ | ------------------------------------ | ------------------------------------ | ------------------------------------ |
|                                      |                                      |                                      |                                      |                                      |
| Срби                                 | Срби                                 |                                      | 38.663                               | 92,63%                               |
| Роми                                 | Роми                                 |                                      | 644                                  | 1,54%                                |
| Југословени                          | Југословени                          |                                      | 237                                  | 0,56%                                |
| Црногорци                            | Црногорци                            |                                      | 205                                  | 0,49%                                |
| Македонци                            | Македонци                            |                                      | 107                                  | 0,25%                                |
| Власи                                | Власи                                |                                      | 86                                   | 0,20%                                |
| Хрвати                               | Хрвати                               |                                      | 67                                   | 0,16%                                |
| Румуни                               | Румуни                               |                                      | 36                                   | 0,08%                                |
| Мађари                               | Мађари                               |                                      | 36                                   | 0,08%                                |
| Муслимани                            | Муслимани                            |                                      | 34                                   | 0,08%                                |
| Словенци                             | Словенци                             |                                      | 28                                   | 0,06%                                |
| Бугари                               | Бугари                               |                                      | 27                                   | 0,06%                                |
| Албанци                              | Албанци                              |                                      | 21                                   | 0,05%                                |
| Руси                                 | Руси                                 |                                      | 10                                   | 0,02%                                |
| Немци                                | Немци                                |                                      | 7                                    | 0,01%                                |
| Словаци                              | Словаци                              |                                      | 6                                    | 0,01%                                |
| Украјинци                            | Украјинци                            |                                      | 4                                    | 0,00%                                |
| Чеси                                 | Чеси                                 |                                      | 3                                    | 0,00%                                |
| Бошњаци                              | Бошњаци                              |                                      | 3                                    | 0,00%                                |
| Русини                               | Русини                               |                                      | 2                                    | 0,00%                                |
| Буњевци                              | Буњевци                              |                                      | 2                                    | 0,00%                                |
| непознато                            | непознато                            |                                      | 1.199                                | 2,87%                                |

| \| \| м \| \| \| ж \| \| ? \| 243 \| \| \| 230 \| \| 80+ \| 197 \| \| \| 437 \| \| 75—79 \| 439 \| \| \| 749 \| \| 70—74 \| 756 \| \| \| 1.076 \| \| 65—69 \| 1.002 \| \| \| 1.226 \| \| 60—64 \| 1.022 \| \| \| 1.228 \| \| 55—59 \| 1.040 \| \| \| 1.159 \| \| 50—54 \| 1.664 \| \| \| 1.826 \| \| 45—49 \| 1.723 \| \| \| 1.831 \| \| 40—44 \| 1.387 \| \| \| 1.500 \| \| 35—39 \| 1.247 \| \| \| 1.439 \| \| 30—34 \| 1.389 \| \| \| 1.483 \| \| 25—29 \| 1.487 \| \| \| 1.611 \| \| 20—24 \| 1.472 \| \| \| 1.397 \| \| 15—19 \| 1.361 \| \| \| 1.367 \| \| 10—14 \| 1.218 \| \| \| 1.215 \| \| 5—9 \| 1.191 \| \| \| 1.123 \| \| 0—4 \| 1.008 \| \| \| 993 \| \| Просек : \| 37,8 \| \| \| 40,3 \| |       |  |  |       |
| |       |  |  |       |
| | м     |  |  | ж     |
| ? | 243   |  |  | 230   |
| 80+ | 197   |  |  | 437   |
| 75—79 | 439   |  |  | 749   |
| 70—74 | 756   |  |  | 1.076 |
| 65—69 | 1.002 |  |  | 1.226 |
| 60—64 | 1.022 |  |  | 1.228 |
| 55—59 | 1.040 |  |  | 1.159 |
| 50—54 | 1.664 |  |  | 1.826 |
| 45—49 | 1.723 |  |  | 1.831 |
| 40—44 | 1.387 |  |  | 1.500 |
| 35—39 | 1.247 |  |  | 1.439 |
| 30—34 | 1.389 |  |  | 1.483 |
| 25—29 | 1.487 |  |  | 1.611 |
| 20—24 | 1.472 |  |  | 1.397 |
| 15—19 | 1.361 |  |  | 1.367 |
| 10—14 | 1.218 |  |  | 1.215 |
| 5—9 | 1.191 |  |  | 1.123 |
| 0—4 | 1.008 |  |  | 993   |
| Просек : | 37,8  |  |  | 40,3  |

| Година пописа     | 1948. | 1953. | 1961. | 1971.  | 1981.  | 1991.  | 2002.  |
| ----------------- | ----- | ----- | ----- | ------ | ------ | ------ | ------ |
| Број домаћинстава | 4.905 | 5.853 | 7.580 | 10.448 | 12.800 | 14.412 | 14.622 |

| Број чланова      | 1     | 2     | 3     | 4     | 5     | 6   | 7   | 8  | 9  | 10 и више | Просек |
| ----------------- | ----- | ----- | ----- | ----- | ----- | --- | --- | -- | -- | --------- | ------ |
| Број домаћинстава | 3.006 | 3.636 | 3.049 | 3.254 | 1.056 | 446 | 114 | 39 | 14 | 8         | 2,85   |

| Пол    | Укупно | Неожењен/Неудата | Ожењен/Удата | Удовац/Удовица | Разведен/Разведена | Непознато |
| ------ | ------ | ---------------- | ------------ | -------------- | ------------------ | --------- |
| Мушки  | 16.429 | 4.596            | 10.389       | 670            | 632                | 142       |
| Женски | 18.559 | 3.716            | 10.506       | 2.829          | 1.378              | 130       |
| УКУПНО | 34.988 | 8.312            | 20.895       | 3.499          | 2.010              | 272       |

| Пол    | Укупно                    | Пољопривреда, лов и шумарство | Рибарство                            | Вађење руде и камена | Прерађивачка индустрија       |
| ------ | ------------------------- | ----------------------------- | ------------------------------------ | -------------------- | ----------------------------- |
| Мушки  | 7.962                     | 238                           | 3                                    | 805                  | 1.319                         |
| Женски | 6.883                     | 124                           | 1                                    | 108                  | 1.471                         |
| Укупно | 14.845                    | 362                           | 4                                    | 913                  | 2.790                         |
|        |                           |                               |                                      |                      |                               |
| Пол    | Производња и снабдевање   | Грађевинарство                | Трговина                             | Хотели и ресторани   | Саобраћај, складиштење и везе |
| Мушки  | 706                       | 511                           | 1.193                                | 234                  | 716                           |
| Женски | 161                       | 166                           | 1.258                                | 233                  | 222                           |
| Укупно | 867                       | 677                           | 2.451                                | 467                  | 938                           |
|        |                           |                               |                                      |                      |                               |
| Пол    | Финансијско посредовање   | Некретнине                    | Државна управа и одбрана             | Образовање           | Здравствени и социјални рад   |
| Мушки  | 74                        | 128                           | 691                                  | 319                  | 347                           |
| Женски | 159                       | 124                           | 519                                  | 601                  | 1.316                         |
| Укупно | 233                       | 252                           | 1.210                                | 920                  | 1.663                         |
|        |                           |                               |                                      |                      |                               |
| Пол    | Остале услужне активности | Приватна домаћинства          | Екстериторијалне организације и тела | Непознато            | Непознато                     |
| Мушки  | 244                       | 0                             | 0                                    | 434                  | 434                           |
| Женски | 196                       | 0                             | 0                                    | 224                  | 224                           |
| Укупно | 440                       | 0                             | 0                                    | 658                  | 658                           |

## Познате личности
| - Милош Обреновић - Никола Пашић - Ђура Јакшић - Милена Павловић Барили - Миливоје Живановић - Миодраг Пурковић - Хризостом Војиновић - Војислав Илић Млађи - Цинцар Јанко Поповић - Петар Добрњац - Миленко Стојковић - Ђорђе Јовановић - Живојин Ђорђевић - Бранислав Милосављевић - Живка Матић - Велибор Васовић - Првослав Вујчић - Радомир Лукић - Богољуб Илић - Коста Протић - Коца Марковић - Патријарх српски Димитрије - Митрофан Рајић - Јован Илић - Венијамин Таушановић - Александар Аксентијевић - Викентије Поповић - Стеван Ћоса Стојановић - Бранко Ђорђевић - Живојин Ђорђевић - Милан Андоновић | - Игнатије Мидић - Саша Илић - Михајло Бата Паскаљевић - Слободан Милошевић - Новица Марјановић - Влајко Стојиљковић - Милутин Петровић - Илија Петровић - Станојло Петровић - Милица Јанковић - Зорица Брунцлик - Драгана Мирковић - Леонтина Вукомановић - Живко Павловић (сликар) - Павле Савић - Петар Џаџић - Никола Хаџи Николић - Никола Нешковић - Слободан Стојановић - Миливоје Стојановић - Бора Спужић - Радмила Манојловић - Јован Драгашевић - Анђелка Прпић - Мирко Милисављевић - Миодраг Петровић - Бојана Вунтуришевић - Михаило Андрејевић Андрејка - Новица Урошевић - Светлана Радојковић Михајловић - Владимир Урошевић - Светозар Андрејевић - Стефан Вуксановић |

## Галерија
- Зграда СО
- Парк и споменик у Пожаревцу
- Музеј
- Трг ослобођења
- Брдо Чачалица
- Споменик српским војницима 1912-1918
- Пример народне ношње пожаревачког краја, Етно парк Тулба
- Пример народне ношње пожаревачког краја, Етно парк Тулба
- Воштане фигуре, етно парк Тулба
- Улица 27 април